# Laurens van Deenen
Laurens Lambertus Marie van Deenen (* 14. August 1928 in Maastricht; † 4. September 1994 in Bilthoven) war ein niederländischer Biochemiker, bekannt für Forschungen über Biomembranen und Biolipide.
Van Deenen ist der Sohn eines Eisenbahningenieurs und studierte ab 1946 Chemie an der Universität Utrecht, machte 1953 seinen Abschluss, das Doctoraalexamen (wobei er schon 1950 Vorlesungen für Anfänger gab), und wurde 1957 cum laude promoviert (Untersuchungen über die biochemischen Verhältnisse zwischen Hypophyse und Schilddrüse). Er wurde 1961 Professor für Biochemie an der Universität Utrecht.
Er war unter anderem Gastprofessor an den Universitäten von Illinois, Tokio, Guelph und Arizona. An der Universität Utrecht leitete er eine auch international anerkannte Schule von Biochemikern und betreute 56 Doktoranden.
1976 erhielt er den H.P.-Heineken-Preis für Biochemie und Biophysik. Außerdem erhielt er 1971 den Heinrich-Wieland-Preis und er erhielt den Lipidpreis der American Oil Chemical Society. Die van-Deenen-Medaille der Universität Utrecht (Institut für Biomembranen) ist genauso nach ihm benannt wie die jährliche, seit 1996 gehaltene van Deenen Lecture auf der International Conference on Bioscience of Lipids (ICBL).
Van Deenen war Mitglied der Königlich Niederländischen Akademie der Wissenschaften und ab 1973 Vorstand von dessen Abteilung für Naturwissenschaft. 1986 wurde er Ritter vom Orden des Niederländischen Löwen und 1992 Kommandeur des Ordens von Oranien-Nassau. Er war Mitglied der American Academy of Arts and Sciences und Ehrendoktor der Universität Antwerpen. Er erhielt die silberne Ehrenmedaille der Universität Utrecht.
Er war Herausgeber von Biochimica et Biophysica Acta.